# Onalaska (Texas)
Onalaska ist eine Stadt im Polk County im US-Bundesstaat Texas in den Vereinigten Staaten. Das U.S. Census Bureau hat bei der Volkszählung 2020 eine Einwohnerzahl von 3.020 ermittelt.

## Geografie
Die 5,6 km² große Stadt liegt an der Farm Road 356 im Osten von Texas, 150 Kilometer nördlich von Houston.

## Demografische Daten
Nach der Volkszählung im Jahr 2000 lebten hier 1.174 Menschen in 538 Haushalten und 350 Familien. Die Bevölkerungsdichte betrug 211,8 Einwohner pro km². Ethnisch betrachtet setzte sich die Bevölkerung zusammen aus 91,23 % weißer Bevölkerung, 6,56 % Afroamerikanern, 0,34 % amerikanischen Ureinwohnern, 0,34 % Asiaten, 0,00 % Bewohnern aus dem pazifischen Inselraum und 0,43 % aus anderen ethnischen Gruppen. Etwa 1,11 % waren gemischter Abstammung und 2,39 % der Bevölkerung waren spanischer oder lateinamerikanischer Abstammung.
Von den 538 Haushalten hatten 20,1 % Kinder unter 18 Jahre, die im Haushalt lebten. 52,2 % davon waren verheiratete, zusammenlebende Paare. 9,5 % waren allein erziehende Mütter und 34,8 % waren keine Familien. 30,3 % aller Haushalte waren Singlehaushalte und in 14,7 % lebten Menschen, die 65 Jahre oder älter waren. Die Durchschnittshaushaltsgröße betrug 2,18 und die durchschnittliche Größe einer Familie belief sich auf 2,66 Personen.
18,6 % der Bevölkerung waren unter 18 Jahre alt, 5,5 % von 18 bis 24, 22,0 % von 25 bis 44, 29,1 % von 45 bis 64, und 24,8 % die 65 Jahre oder älter waren. Das Durchschnittsalter war 48 Jahre. Auf 100 weibliche Personen aller Altersgruppen kamen 93,7 männliche Personen. Auf 100 Frauen im Alter von 18 Jahren und darüber kamen 90,1 Männer.
Das jährliche Durchschnittseinkommen eines Haushalts betrug 28.750 USD, das Durchschnittseinkommen einer Familie 33.500 USD. Männer hatten ein Durchschnittseinkommen von 28.417 USD gegenüber den Frauen mit 23.500 USD. Das Prokopfeinkommen betrug 16.003 USD. 15,2 % der Bevölkerung und 8,3 % der Familien lebten unterhalb der Armutsgrenze. Davon waren 11,2 % Kinder und Jugendliche unter 18 Jahren und 13,5 % waren 65 oder älter.